# MDK
MDK es un videojuego en tercera persona creado por Shiny Entertainment en 1997. Fue lanzado para PC, PlayStation y Macintosh. El juego fue elogiado por la calidad de los gráficos para ese tiempo, y la banda sonora. Tuvo una secuela llamada MDK 2 en el año 2000.

## Historia
La historia, según el manual del juego, trata de una invasión alienígena que llega por ondas de energía a la Tierra. Estos alienígenas se transportan por gigantescas fortalezas, llamadas en inglés Minecrawlers, que parecen unos vehículos gigantescos. 
Éstos vienen a la Tierra con la intención de robarnos las riquezas minerales y dejar a este planeta hueco y sin ningún rastro de vida.
Pero alguien se había dado cuenta tiempo atrás de las ondas de energía y de los alienígenas. Era el Dr. Fluke Hawkins, quien antes de esto dijo que existían unas "Órbitas de reborde" en la Tierra. Pero, cuando les dijo esto a sus colegas, se burlaron de él y le creyeron loco.
Así el Dr. Hawkins, aburrido de las burlas, construyó una estación espacial para vivir en ella y nunca volver. Pero no se fue solo, también partió con él su ayudante (se rumorea que más que ayudante, es un mayordomo) Kurt Hectic, un joven aprendiz de científico y amigo del Dr. Hawkins.
Tiempo después, el Dr. Hawkins, para no sentirse solo, construye un perro robot con cuatro brazos llamado "Bones" (según el perro, se llama "Max"), el Dr. Hawkins nunca sabría que ese perro serviría como algo más que una compañía.
Los tres pasaron mucho tiempo solos en esta estación en órbita a la Tierra, hasta que vieron unas extrañas energías que llegaban a la Tierra. Fue en este momento en el que el Dr. Hawkins descubría las ondas de energía.
Al saber todo de los alienígenas y las Minecrawlers, el Dr. Hawkins da el aviso a la Tierra pero nadie le toma en cuenta. Luego de que todas las Minecrawlers plagadas de estos alienígenas llegaran a la Tierra y las fuerzas de todos los países estuvieran colapsadas, el Dr. Hawkins decidió tratar de salvar a la Tierra antes de que ésta fuera totalmente destruida.
Su única opción fue su más reciente invento, el llamado "el traje de anillos" (o en inglés "ring smoking"). Este traje era una clase de armadura moderna, que parecía hecha de cuero negro. Esta armadura tenía la habilidad de repeler las balas que le dispararan. Además traía un cañón de cadena con munición infinita que podía usarse como casco y fusil de francotirador, así como un extraño paracaídas que se puede usar más de una vez.
El único que podía ponerse el traje era Kurt, ya que el Dr. Hawkins es de edad avanzada y Max tiene cuatro brazos. Kurt no quería ir ya que tenía miedo a morir y a no ver más a sus amigos, pero el Dr. Hawkins le convence luego de muchas plegarias del mismo.
Y así comienza la Misión, que consiste en que Kurt debe lanzarse hacia el Minecrawler y luego debe infiltrarse en él. Aquí debe de buscar al conductor del Minecrawler, pero a costa de tiroteos, persecuciones y duelos a muerte con los alienígenas. Al matar al conductor, toda la estructura empieza a autodestruirse y al final la succiona una de las ondas de energía, llevándose a la estructura, a los alienígenas y al mismo Kurt. Pero en este trayecto por las ondas Max le saca antes de que llegue al planeta de los alienígenas. Hacia el final del juego no podrá escapar de la onda y llegará al planeta alienígena.

## Niveles
Nivel 1: Este nivel es más un nivel de entrenamiento, porque saldrán pocos enemigos y los escenarios no serán tan complejos. El conductor de este nivel debemos matarlo con el casco franco tirador. En este nivel destaca el Practice Room, que es un mini tutorial de MDK, el Área 5 en donde puedes tomar una nave y volar a tus enemigos con bombas y el Área 7, en la cual Kurt debe ir saltando por unas plataformas rojas brillantes hasta llegar a la cumbre.
Nivel 2: En este nivel la cosa se pone un poco más difícil, saldrán muchos enemigos (en especial uno que lanza unos discos amarillos muy mortíferos) y los lugares serán más complejos. El conductor de este nivel es una cosa enana que debemos matar en sus aposentos. En este nivel cabe destacar el futurista diseño del mismo, el Área 5, en la cual saltamos de una ventana a un sitio de entrenamiento de cañones gigantes, el Área 7, que es un gran reto para este nivel y el Área 8, que más que un Área común de interacción, es más para observar el maravilloso lugar en el que Kurt anda.
Nivel 3: Este nivel es una especie de manicomio, ya que, los enemigos andan con pijamas. Los temas de este nivel son muy psicóticos y los escenarios casi no tienen sentido. El final de este nivel es un extraño ser que está en una máquina que parece que es para hacer ejercicios y te lanza unas balas cada cierto tiempo. Cabe destacar en este nivel el Área 5, un lugar que prácticamente no tiene sentido alguno y el Área 8, que es parecido al Área 8 del nivel 2.
Nivel 4: En este nivel se rompe un poco el esquema normal del juego ya que podrás ir en unas tablas de surf y tendremos que darnos de balazos con los alienígenas en ellas. El final de este nivel sale dos veces, es un alienígena que está metido en una burbuja que te lanza unas bolas explosivas. Cabe destacar en este nivel el segundo viaje en avión en el Área 3 y las tablas de surf, con un tema a lo James Bond.
Nivel 5: Según la mayoría de jugadores este es el mejor nivel gracias a la versatilidad de los escenarios y de los temas sonoros. Este nivel se supone que es la Minecrawler principal, ya que trae los puestos de mando y control y a una raza de alienígenas distinta. El jefe de este nivel es Gunter Glub,
el cerebro de toda la invasión. Él se escapará al final de este nivel. Cabe destacar aquí el Área 1 y Área 2, que son muy difíciles, el Área 4 por su diseño tan dinámico y su divertida música y el Área 8 que es muy bella en el tema de diseño como en su épica música.
Nivel 6: Este es el último nivel y es el planeta donde viven los alienígenas. Se caracteriza por ser parecido a Marte. El final de este nivel es la pelea final entre Kurt y Gunter Glub. Cabe destacar en este nivel el impactante escenario del comienzo y el Área 3, muy difícil y además con una canción tipo Star Trek.

## Poderes y armamento
A lo largo de MDK encontrarás muchos poderes y armas como:
- La bomba Nuclear más pequeña del mundo: ésta se usa principalmente para abrir puertas bloqueadas o cualquier cosa que lleve el símbolo radiactivo.

- Granada de mano: es muy útil contra enemigos y especial en algunos casos para abrir vidrios y paredes. Si la lanzas cerca de ti te quitará mucha vida, ten precaución al lanzarla.

- Maniquí de Señuelo o "Dummy Decoy": es un globo con ruedas y un dibujo de ti en él (el dibujo parece hecho por un niño pequeño). Sirve para que los alienígenas se distraigan y además te da tiempo para dispararles o escapar.

- Martillo: este martillo genera un temblor que destruye muchos enemigos (y de paso te hace caer a ti, aunque no te hiere). No aparece mucho en el juego.

- Tornado: el tornado es prácticamente un tornado normal, pero este es de balas que llegan a todo y a todos que no sean tú. Este poder es muy útil cuando los enemigos te arrinconan.

- Super ametralladora: ésta reemplaza a tu arma común por una que suena distinto y quita el doble de rápido la energía de tus enemigos.

- La bomba más interesante del mundo: otro ítem extraño en MDK. Esta bomba al utilizarla provocará que los enemigos vayan a ver muy interesados esa cosa, hasta que explota (también tú la puedes hacer explotar). Sólo aparece 2 veces en el juego (nivel 1 y 3) y cuando la tomas suena una divertida fanfarria.

- Ataque Aéreo Huesudo el fiel perro del doctor envía un peligroso ataque aéreo que daña a los enemigos en la zona asignada,sale por unos pocos niveles

- GROOVY: Este ítem hace que les caiga una vaca encima a tus enemigos. Sólo está disponible en los niveles 4 y 6. Este ítem hace una reseña a EarthWorm Jim de la misma compañía que MDK (Shiny Entertainment). "GROOVY" es lo que dice Jim al obtener una vida nueva o coger ciertos ítems y en EarthWorm Jim 2, se da a entender que a Jim le gustan mucho las vacas, de hecho cuando pasas un nivel, salen 2 vacas diciendo "Well Done" o "Bien Hecho"

- Las vidas: son comidas que te proporcionan energía para seguir tu misión. Entre las comidas vienen Dulces, Manzanas, Pollos y un surtido de ellos.

- El poder más cobarde del mundo: esta vida te da el 150% o sea, toda la vida más 50. Lo malo es que corre alejándose ti al verte, pero no es tan difícil cogerle. Cuando Kurt la toma dice: "I Feel Top" que significa: "Me siento superior".

## ¿Qué significa MDK?
El título original es "Mission: Deliver Kindness". Pero antes de conocer el original la mayoría de la gente se imaginó que era: Murder Death Kill, que significa: Asesinato, Muerte, Matar. Otros creyeron que significa: Max, Dr. Hawkins, Kurt. Los creadores también
bromean poniéndole nombres como: My dog Ken (mi perro Ken), My Diary, más algo que comience con K (mi diario...) y Mother's Days Kisses (Besos del Día de la Madre).

## Nota final
Para promocionar el juego, Shiny usó estas frases:
- "En un buen día, sólo 2,5 mil millones de personas pueden morir"
- "Prepárate para una experiencia religiosa"

También puedes buscar "MDK PC Game" en YouTube y ver el tráiler de los dos juegos de MDK, así como vídeos de los distintos niveles.
Al final del juego, se puede ver un videoclip llamado: "Non Non Rien N'a Changé" (No, no, nada ha cambiado); del Grupo Billy Ze Kick "BZK".
Curiosamente, un juego de MDK para PSX es jugado durante la primera escena de "Los Expedientes Secretos X" (The X-Files), quinta temporada, en el episodio "Schizogeny".